# Coryphantha echinus
Coryphantha echinus, conocida comúnmente como biznaga partida erizo, es una especie de planta suculenta perteneciente al género Coryphantha, dentro de la familia Cactaceae. Se distribuye desde el oeste de Texas hasta el noreste de México.

## Descripción
Coryphantha echinus es una especie de cactus que aunque suele crecer de forma solitaria, a veces puede ramificarse y formar grandes grupos de hasta 80 cm de diámetro. Los tallos van de globosos a cortamente cilíndricos, con la epidermis que de color verde grisáceo. Miden de 3 a 20 cm de alto y de 3 a 6,5 cm de diámetro, con las raíces pivotantes difusas o cortas.

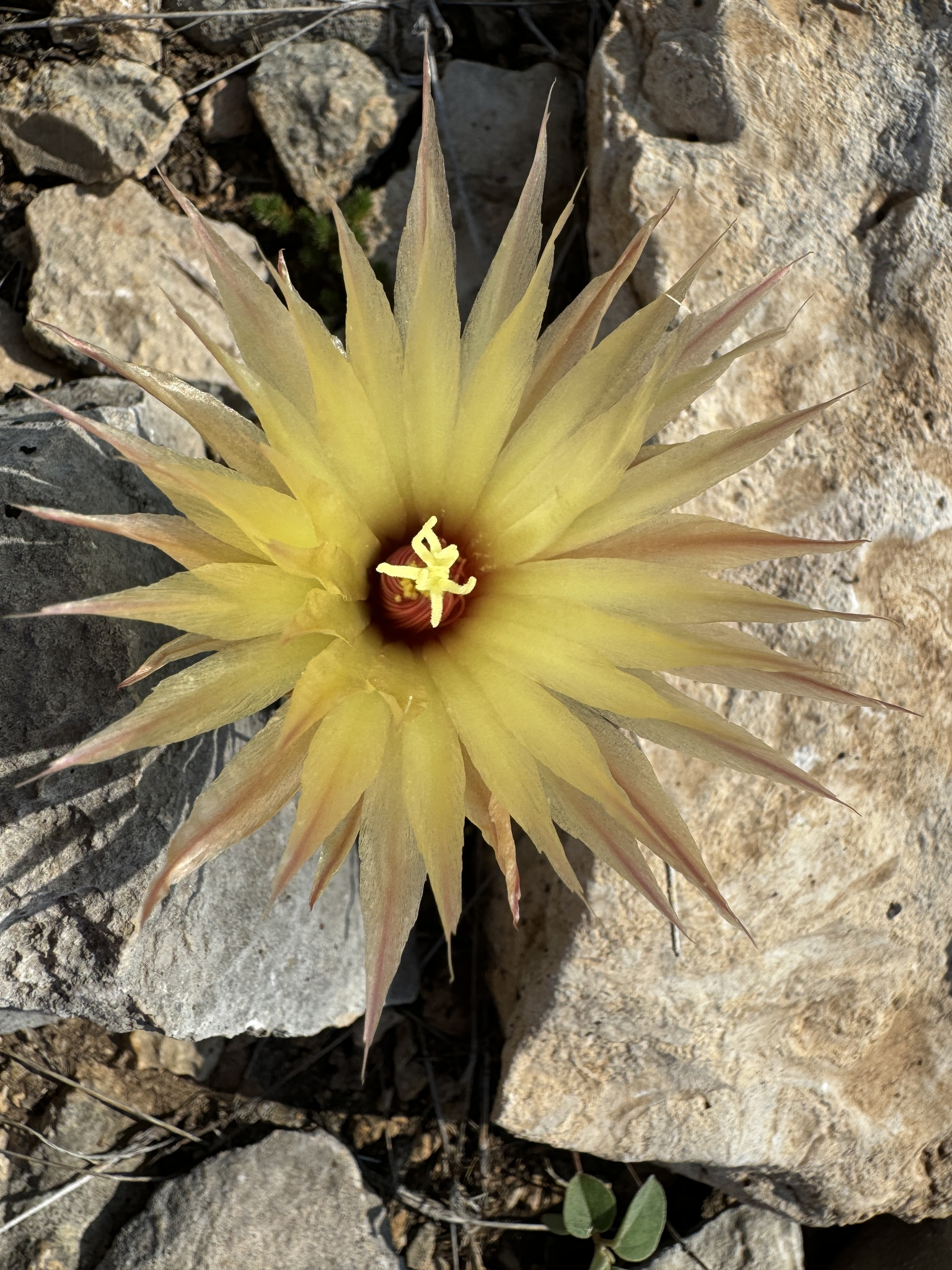
Detalle de la flor

Los tallos están cubiertos de tubérculos que van de cónicos a cilíndricos, miden hasta 1,2 cm de largo y 1 cm de ancho en su base. Están surcados y en su punta se asientan areolas redondas de 1,5 mm de ancho, con espinas que ocultan en gran medida el tallo. Entre ellas se distinguen de 0 a 4 espinas centrales de color blanco con la punta más oscura y de 2,5 cm de largo. También tienen de 16 a 30 espinas radiales entrelazadas y blanquecinas, que miden entre 1 y 2 cm de largo.
Las flores son casi apicales y miden de 2,5 a 5 cm de ancho. Son de color amarillo brillante, aunque a veces pueden ser rojizas proximalmente. Los frutos son verdes y jugosos. Tienen remanentes florales y miden 2,5 cm de largo y 1 cm de ancho. En su interior contienen semillas reniformes de aproximadamente 1,7 mm de largo, con la testa reticulada.

## Distribución y hábitat
El área de distribución nativa de esta especie abarca desde el oeste de Texas hasta el noreste de México (concretamente en los  estados mexicanos de Chihuahua y Coahuila) y crece principalmente en biomas desérticos, de matorral seco o pastizales degradados.

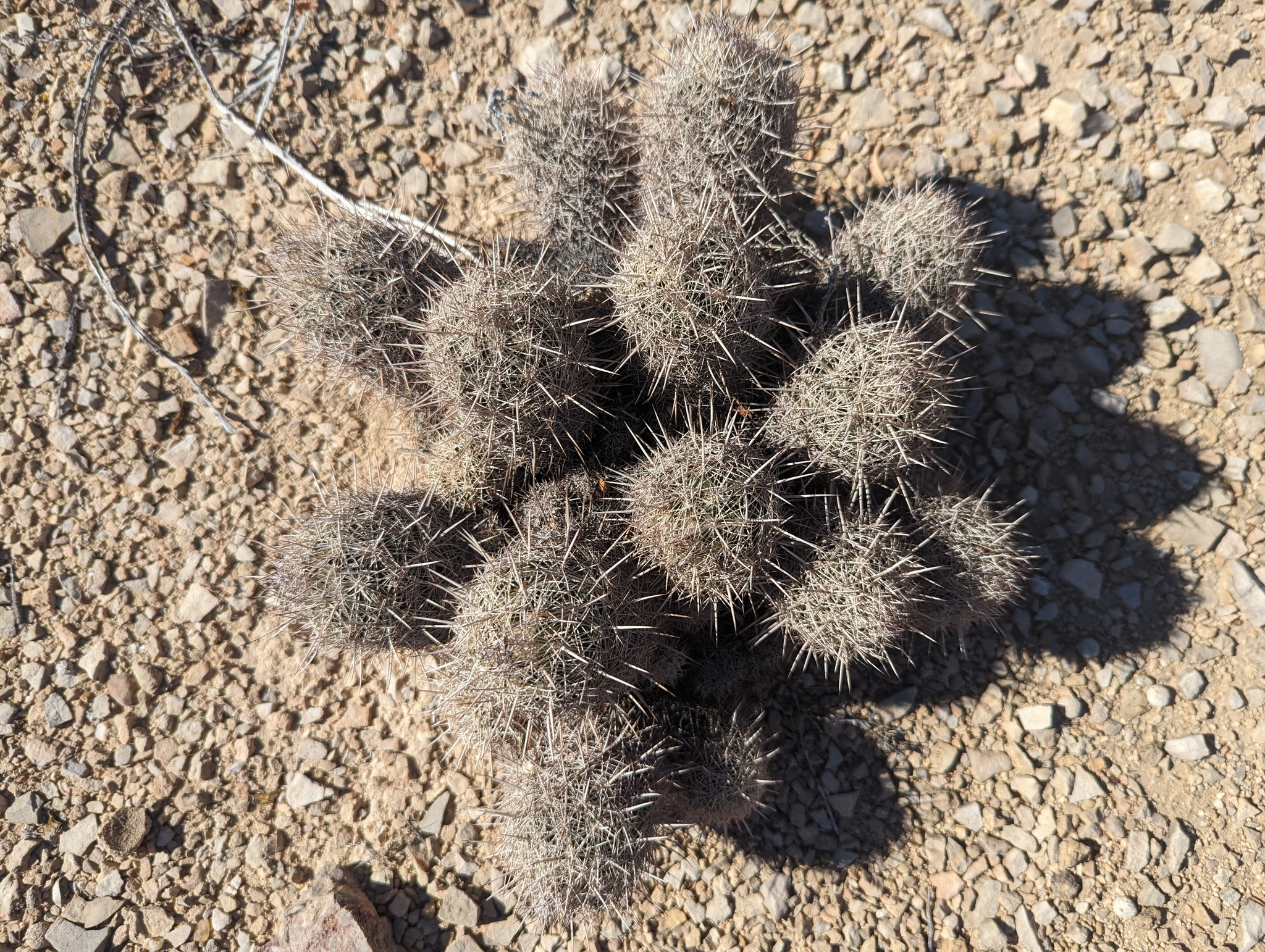
Planta creciendo en grupo

Se desarrolla a elevaciones de 300 a 1500 metros sobre el nivel del mar, en llanuras aluviales cubiertas de grava caliza. También se ha registrado en o cerca de colinas y bancos ígneos, creciendo junto arbustos de la especie Larrea tridentata.

## Taxonomía
La primera descripción de esta especie fue como Mammillaria echinus, publicada en 1856 por el botánico alemán George Engelmann en Syn. Cact. U.S.: 11.
Posteriormente, el botánico estadounidense Charles Russell Orcutt colocó la especie en el género Coryphantha, pasando a llamarse Coryphantha echinus y anotando estos cambios en Circular to Cactus Fanciers: i en el año 1922.
Etimología
- Coryphantha: nombre genérico que deriva del griego coryphe (que significa 'cima' o 'cabeza'), y anthos (que significa 'flor'), haciendo referencia a que las flores aparecen en el ápice de los tallos.
- echinus: epíteto específico latino que significa 'erizo', haciendo referencia a su tallo espinoso, el cual se parece a un erizo de mar.[8]

Sinonimia
- Cactus echinus (Engelm.) Kuntze, 1891
- Cactus pectinatus Kuntze, 1891
- Coryphantha cornifera var. echinus (Engelm.) L.D.Benson, 1969
- Coryphantha echinus var. robusta A.M.Powell, 2004
- Coryphantha pectinata (Engelm.) Britton & Rose, 1923
- Coryphantha radians var. echinus (Engelm.) Y.Itô, 1952
- Coryphantha radians var. pectinata (Engelm.) Borg, 1937
- Mammillaria echinus Engelm., 1856
- Mammillaria pectinata Engelm., 1856
- Mammillaria radians f. echinus (Engelm.) Schelle, 1907
- Mammillaria radians var. echinus (Engelm.) K.Schum., 1898

## Estado de conservación

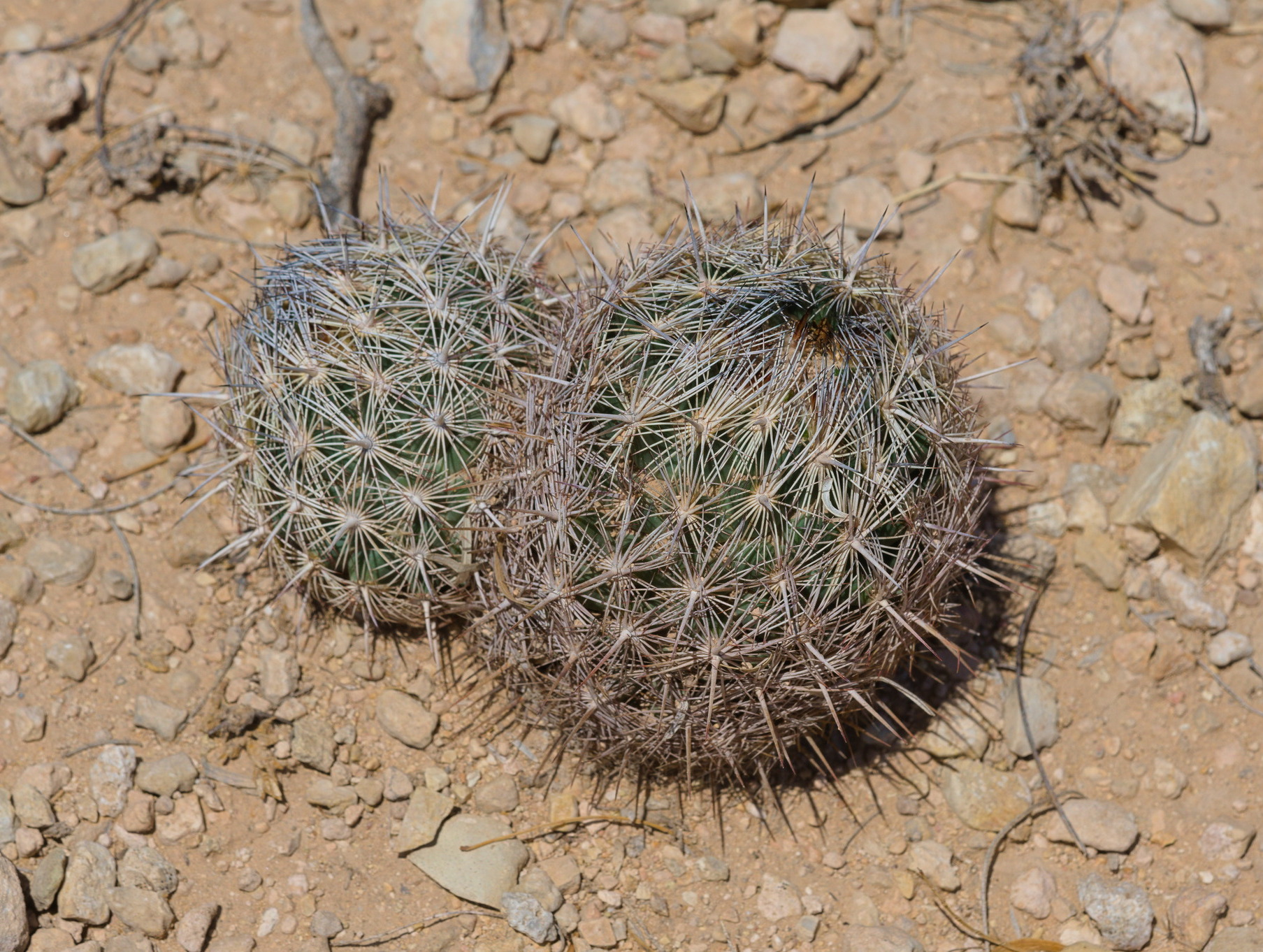
Detalle de las espinas

En la Lista Roja de Especies Amenazadas de la UICN, la especie está clasificada como de “Preocupación Menor (LC)”. No se conocen amenazas importantes para la conservación de esta especie.

## Usos
Se cultiva principalmente como planta ornamental y su propagación se realiza a través de esquejes o semillas. Florece de abril a julio y sus flores son muy efímeras, durando solo un par de horas.